# Valget i Tyskland 1912
Valget i Tyskland 1912 blev afholdt den 12. januar 1912 og var det 13. føderale valg i Tyskland efter den tyske rigsgrundlæggelse. Ved dette valg fik SPD sit gennembrud og blev det største parti. Det mere end fordoblede sit antal af mandater i Rigsdagen siden valget i 1907. Valget var det sidste i Det Tyske Kejserrige, og først efter 1. verdenskrig kom der igen rigsdagsvalg i Tyskland.

## Resultater
| Parti                                                      | Mandater |
| ---------------------------------------------------------- | -------- |
| SPD (Sozialdemokratische Partei Deutschlands)              | 110      |
| Det katolske centerparti                                   | 91       |
| Nationalliberale (NL - Nationalliberalen)                  | 45       |
| Konservative (DK - Deutschkonservativen)                   | 43       |
| Liberale (FVP - Fortschrittliche Volkspartei)              | 42       |
| Den polske liste (P - Polen)                               | 18       |
| Konservative nationalister (DRP - Deutsche Reichspartei)   | 14       |
| Frisindede Liberale (FV - Freisinnige Vereinigung)         | 14       |
| Franske og elsassiske regionalister (A - Asatianen)        | 9        |
| Deutsch-Hannoversche Partei (DHP - hannoverske loyalister) | 5        |
| Antisemitter (AS)                                          | 10       |
| Bondeforbundet (BL - Bund der Landwirte)                   | 7        |
| Andre                                                      | 2        |
| Den danske liste i Nordslesvig (D - Dänen)                 | 1        |
| Totalt                                                     | 397      |

Notater: Tabellen indeholde kun de partier som blev repræsenteret i Rigsdagen.